# Fußball-Club Gelsenkirchen-Schalke 04 1994-1995
Questa voce raccoglie le informazioni riguardanti il Fußball-Club Gelsenkirchen-Schalke 04 nelle competizioni ufficiali della stagione 1994-1995.

## Stagione
Nella stagione 1994-1995 lo Schalke, allenato da Jörg Berger, concluse il campionato di Bundesliga all'11º posto. In Coppa di Germania lo Schalke fu eliminato ai quarti di finale dal Borussia M'gladbach.

## Rosa
| N. |                        | Ruolo | Calciatore        |
| -- | ---------------------- | ----- | ----------------- |
| 1  | Germania (bandiera)    | P     | Jens Lehmann      |
| 2  | Germania (bandiera)    | D     | Thomas Linke      |
| 3  | Rep. Ceca (bandiera)   | C     | Radoslav Látal    |
| 4  | Germania (bandiera)    | D     | Yves Eigenrauch   |
| 6  | Germania (bandiera)    | C     | Andreas Müller    |
| 8  | Germania (bandiera)    | C     | Ingo Anderbrügge  |
| 9  | Paesi Bassi (bandiera) | A     | Youri Mulder      |
| 10 | Germania (bandiera)    | D     | Olaf Thon         |
| 12 | Germania (bandiera)    | C     | Uwe Scherr        |
| 13 | Germania (bandiera)    | C     | Waldemar Ksienzyk |
| 15 | Germania (bandiera)    | D     | Michael Prus      |
| 18 | Ucraina (bandiera)     | A     | Sergej Dikhtiar   |
| 19 | Germania (bandiera)    | C     | Michael Büskens   |

| N. |                      | Ruolo | Calciatore        |
| -- | -------------------- | ----- | ----------------- |
| 20 | Rep. Ceca (bandiera) | C     | Jiří Němec        |
| 22 | Germania (bandiera)  | P     | Mathias Schober   |
| 23 | Germania (bandiera)  | P     | Jörg Albracht     |
|    | Germania (bandiera)  | P     | Udo Mai           |
|    | Germania (bandiera)  | D     | Hendrik Herzog    |
|    | Ucraina (bandiera)   | D     | Igor Lissak       |
|    | Germania (bandiera)  | C     | Kai Bruckmann     |
|    | Germania (bandiera)  | C     | Vartan Daldalian  |
|    | Germania (bandiera)  | C     | Mark Schierenberg |
|    | Germania (bandiera)  | A     | Till Bettenstaedt |
|    | Germania (bandiera)  | A     | Stefan Kohn       |
|    | Angola (bandiera)    | A     | Miguel Pereira    |
|    | Germania (bandiera)  | A     | Peter Sendscheid  |

## Organigramma societario
Area tecnica
- Allenatore: Jörg Berger
- Allenatore in seconda: Hubert Neu
- Preparatore dei portieri:
- Preparatori atletici:

## Calciomercato

### Sessione estiva
| Acquisti | Acquisti          | Acquisti              | Acquisti |
| R.       | Nome              | da                    | Modalità |
| -------- | ----------------- | --------------------- | -------- |
| P        | Jörg Albracht     | Wuppertal             |          |
| C        | Vartan Daldalian  | Schalke 04 (juniores) |          |
| C        | Waldemar Ksienzyk | Wuppertal             |          |
| C        | Radoslav Látal    | Sigma Olomouc         |          |
| D        | Igor Lissak       | Schalke 04 (juniores) |          |
| P        | Udo Mai           | Wattenscheid 09       |          |
| D        | Olaf Thon         | Bayern Monaco         |          |

| Cessioni | Cessioni             | Cessioni             | Cessioni |
| R.       | Nome                 | a                    | Modalità |
| -------- | -------------------- | -------------------- | -------- |
| C        | Chad Deering         | Rosenborg            |          |
| P        | Holger Gehrke        | TeBe Berlino         |          |
| D        | Günter Güttler       | Greuther Fürth       |          |
| C        | Fabijan Komljenović  | Istria               |          |
| D        | Markus Schwiderowski | Borussia Dortmund II |          |

### Sessione invernale
| Acquisti | Acquisti    | Acquisti | Acquisti |
| R.       | Nome        | da       | Modalità |
| -------- | ----------- | -------- | -------- |
| A        | Stefan Kohn | Colonia  |          |

| Cessioni | Cessioni        | Cessioni     | Cessioni |
| R.       | Nome            | a            | Modalità |
| -------- | --------------- | ------------ | -------- |
| A        | Dieter Eckstein | West Ham Utd |          |

## Risultati

### Bundesliga

#### Girone di andata
| Arbitro: | Ziller |

|            |           |              |
| Müller 12’ | Marcatori | 57’ Herrlich |

| Arbitro: | Scheuerer |

|                       |           |                            |
| Közle 50’ Osthoff 85’ | Marcatori | 38’ Herzog 62’ Anderbrügge |

| Arbitro: | Strigel |

|  |           |           |
|  | Marcatori | 78’ Bäron |

| Arbitro: | Fleske |

|  |           |              |
|  | Marcatori | 10’ Dikhtiar |

| Arbitro: | Schmidt |

|                                        |           |               |
| Anderbrügge 14’, 75’ (rig.) Mulder 65’ | Marcatori | 24’ Hauptmann |

| Arbitro: | Fröhlich |

|                                  |           |            |
| Funkel 21’ Sforza 71’ Wagner 88’ | Marcatori | 28’ Müller |

| Gelsenkirchen 1º ottobre 1994, ore 15:30 CET 7ª giornata | Schalke 04 | 0 – 0 referto | Eintracht Francoforte | Parkstadion (33 160 spett.)\| Arbitro: \| Malbranc \| |
| Arbitro:                                                 | Malbranc   |               |                       |                                                       |

| Arbitro: | Dardenne |

|                                          |           |                                  |
| Chapuisat 20’ Zorc 26’ (rig.) Möller 72’ | Marcatori | 16’ Látal 70’ (rig.) Anderbrügge |

| Arbitro: | Habermann |

|           |           |           |
| Linke 29’ | Marcatori | 17’ Kruse |

| Arbitro: | Best |

|             |           |          |
| Heintze 59’ | Marcatori | 47’ Thon |

| Arbitro: | Albrecht |

|                                |           |                     |
| Lehnhoff 59’ Völler 80’ (rig.) | Marcatori | 58’ Látal 90’ Linke |

| Gelsenkirchen 4 novembre 1994, ore 20:00 CET 12ª giornata | Schalke 04 | 0 – 0 referto | Karlsruhe | Parkstadion (35 610 spett.)\| Arbitro: \| Ziller \| |
| Arbitro:                                                  | Ziller     |               |           |                                                     |

| Arbitro: | Zerr |

|                        |           |  |
| Papin 62’ Jorginho 82’ | Marcatori |  |

| Arbitro: | Buchhart |

|                                       |           |  |
| Mulder 21’ Látal 30’, 46’ Büskens 53’ | Marcatori |  |

| Arbitro: | Schmidt |

|                       |           |            |
| Hobsch 49’ Herzog 62’ | Marcatori | 80’ Müller |

| Arbitro: | Albrecht |

|                                             |           |                      |
| Anderbrügge 29’ (rig.) Látal 36’ Herzog 86’ | Marcatori | 45’, 51’ Bałuszyński |

| Arbitro: | Osmers |

|                                       |           |  |
| Cardoso 45’ (rig.) Spies 78’ Kohl 89’ | Marcatori |  |

#### Girone di ritorno
| Arbitro: | Strampe |

|  |           |            |
|  | Marcatori | 84’ Herzog |

| Gelsenkirchen 25 febbraio 1995, ore 15:30 CET 19ª giornata | Schalke 04 | 0 – 0 referto | Duisburg | Parkstadion (40 290 spett.)\| Arbitro: \| Merk \| |
| Arbitro:                                                   | Merk       |               |          |                                                   |

| Arbitro: | Fischer |

|                                    |           |  |
| Spörl 43’, 79’ (rig.) Kindvall 54’ | Marcatori |  |

| Arbitro: | Pohlmann |

|                                                                 |           |                          |
| Kohn 27’, 42’ Mulder 30’ Němec 78’ Látal 79’ Lehmann 84’ (rig.) | Marcatori | 53’ Kutschera 85’ Erhard |

| Arbitro: | Buchhart |

|                                                                    |           |         |
| Labbadia 11’ Steinmann 22’ Polster 26’ Greiner 50’ Thon 74’ (aut.) | Marcatori | 4’ Kohn |

| Arbitro: | Strampe |

|  |           |          |
|  | Marcatori | 5’ Kuntz |

| Arbitro: | Heynemann |

|  |           |                                   |
|  | Marcatori | 48’ Herzog 57’ Látal 76’ Dikhtiar |

| Gelsenkirchen 8 aprile 1995, ore 15:30 CEST 25ª giornata | Schalke 04 | 0 – 0 referto | Borussia Dortmund | Parkstadion (70 925 spett.)\| Arbitro: \| Weber \| |
| Arbitro:                                                 | Weber      |               |                   |                                                    |

| Arbitro: | Schmidt |

|           |           |            |
| Bobic 85’ | Marcatori | 76’ Herzog |

| Arbitro: | Kasper |

|                       |           |  |
| Müller 62’ Mulder 81’ | Marcatori |  |

| Arbitro: | Scheuerer |

|                                |           |                        |
| Herzog 48’, 76’ Eigenrauch 80’ | Marcatori | 58’ Völler 77’ Kirsten |

| Arbitro: | Fleske |

|                     |           |                        |
| Fink 28’ Tarnat 87’ | Marcatori | 41’ Müller 84’ Büskens |

| Arbitro: | Kasper |

|  |           |                                  |
|  | Marcatori | 16’ Ziege 23’ Scholl 90’ Zickler |

| Arbitro: | Schmidt |

|                              |           |            |
| Rath 45’ Schößler 55’ (rig.) | Marcatori | 75’ Herzog |

| Arbitro: | Steinborn |

|                                        |           |                 |
| Anderbrügge 8’ Kohn 24’, 47’ Němec 61’ | Marcatori | 82’, 84’ Herzog |

| Arbitro: | Malbranc |

|                                                            |           |            |
| Wosz 8’ Wegmann 27’ (rig.), 54’ Heinemann 47’ Michalke 78’ | Marcatori | 19’ Müller |

| Arbitro: | Strampe |

|             |           |                           |
| Pereira 40’ | Marcatori | 45’ Spies 89’ Heidenreich |

### Coppa di Germania
| Arbitro: | Albers |

|             |           |                       |
| Suffner 25’ | Marcatori | 66’ Němec 86’ Büskens |

| Arbitro: | Zerr |

|                                        |           |                |
| Anderbrügge 23’ (rig.), 31’ Mulder 59’ | Marcatori | 17’, 76’ Bäron |

| Arbitro: | Heynemann |

|            |           |                          |
| Bodden 26’ | Marcatori | 74’ Mulder 113’ Dikhtiar |

| Arbitro: | Wiesel |

|                                      |           |                               |
| Nielsen 15’ Wynhoff 30’ Herrlich 61’ | Marcatori | 2’ (aut.) Klinkert 55’ Herzog |

## Statistiche

### Statistiche di squadra
| Competizione      | Punti | In casa | In casa | In casa | In casa | In casa | In casa | In trasferta | In trasferta | In trasferta | In trasferta | In trasferta | In trasferta | Totale | Totale | Totale | Totale | Totale | Totale | DR |
| Competizione      | Punti | G       | V       | N       | P       | Gf      | Gs      | G            | V            | N            | P            | Gf           | Gs           | G      | V      | N      | P      | Gf     | Gs     | DR |
| ----------------- | ----- | ------- | ------- | ------- | ------- | ------- | ------- | ------------ | ------------ | ------------ | ------------ | ------------ | ------------ | ------ | ------ | ------ | ------ | ------ | ------ | -- |
| Bundesliga        | 41    | 17      | 7       | 6       | 4       | 28      | 18      | 17           | 3            | 5            | 9            | 20           | 36           | 34     | 10     | 11     | 13     | 48     | 54     | -6 |
| Coppa di Germania | -     | 1       | 1       | 0       | 0       | 3       | 2       | 3            | 2            | 0            | 1            | 6            | 5            | 4      | 3      | 0      | 1      | 9      | 7      | +2 |
| Totale            | 41    | 18      | 8       | 6       | 4       | 31      | 20      | 20           | 5            | 5            | 10           | 26           | 41           | 38     | 13     | 11     | 14     | 57     | 61     | -4 |

### Andamento in campionato
| Giornata  | 1 | 2 | 3  | 4  | 5 | 6  | 7  | 8  | 9  | 10 | 11 | 12 | 13 | 14 | 15 | 16 | 17 | 18 | 19 | 20 | 21 | 22 | 23 | 24 | 25 | 26 | 27 | 28 | 29 | 30 | 31 | 32 | 33 | 34 |
| --------- | - | - | -- | -- | - | -- | -- | -- | -- | -- | -- | -- | -- | -- | -- | -- | -- | -- | -- | -- | -- | -- | -- | -- | -- | -- | -- | -- | -- | -- | -- | -- | -- | -- |
| Luogo     | C | T | C  | T  | C | T  | C  | T  | C  | T  | T  | C  | T  | C  | T  | C  | T  | T  | C  | T  | C  | T  | C  | T  | C  | T  | C  | C  | T  | C  | T  | C  | T  | C  |
| Risultato | N | N | P  | V  | V | P  | N  | P  | N  | N  | N  | N  | P  | V  | P  | V  | P  | V  | N  | P  | V  | P  | P  | V  | N  | N  | V  | V  | N  | P  | P  | V  | P  | P  |
| Posizione | 6 | 7 | 11 | 10 | 8 | 11 | 10 | 11 | 11 | 12 | 11 | 12 | 12 | 12 | 12 | 12 | 12 | 11 | 11 | 11 | 10 | 12 | 13 | 12 | 12 | 12 | 10 | 10 | 10 | 10 | 10 | 10 | 10 | 11 |

Legenda:

Luogo: C = Casa; T = Trasferta. Risultato: V = Vittoria; N = Pareggio; P = Sconfitta.

### Statistiche dei giocatori
| Giocatore       | Bundesliga | Bundesliga | Bundesliga  | Bundesliga | Coppa di Germania | Coppa di Germania | Coppa di Germania | Coppa di Germania | Totale   | Totale | Totale      | Totale     |
| Giocatore       | Presenze   | Reti       | Ammonizioni | Espulsioni | Presenze          | Reti              | Ammonizioni       | Espulsioni        | Presenze | Reti   | Ammonizioni | Espulsioni |
| --------------- | ---------- | ---------- | ----------- | ---------- | ----------------- | ----------------- | ----------------- | ----------------- | -------- | ------ | ----------- | ---------- |
| J. Albracht     | 0          | 0          | 0           | 0          | 0                 | 0                 | 0                 | 0                 | 0        | 0      | 0           | 0          |
| I. Anderbrügge  | 27         | 6          | 1           | 0          | 3                 | 2                 | 1                 | 0                 | 30       | 8      | 2           | 0          |
| T. Bettenstaedt | 1          | 0          | 0           | 0          | 0                 | 0                 | 0                 | 0                 | 1        | 0      | 0           | 0          |
| K. Bruckmann    | 1          | 0          | 0           | 0          | 0                 | 0                 | 0                 | 0                 | 1        | 0      | 0           | 0          |
| M. Büskens      | 33         | 2          | 6           | 0          | 3                 | 1                 | 3                 | 0                 | 36       | 3      | 9           | 0          |
| V. Daldalian    | 0          | 0          | 0           | 0          | 0                 | 0                 | 0                 | 0                 | 0        | 0      | 0           | 0          |
| S. Dikhtiar     | 11         | 2          | 0           | 0          | 3                 | 1                 | 0                 | 0                 | 14       | 3      | 0           | 0          |
| D. Eckstein     | 9          | 0          | 0           | 0          | 0                 | 0                 | 0                 | 0                 | 9        | 0      | 0           | 0          |
| Y. Eigenrauch   | 32         | 1          | 2           | 0          | 3                 | 0                 | 0                 | 0                 | 35       | 1      | 2           | 0          |
| H. Herzog       | 28         | 8          | 4           | 1          | 4                 | 1                 | 1                 | 0                 | 32       | 9      | 5           | 1          |
| S. Kohn         | 12         | 5          | 0           | 1          | 1                 | 0                 | 0                 | 0                 | 13       | 5      | 0           | 1          |
| W. Ksienzyk     | 19         | 0          | 2           | 0          | 4                 | 0                 | 0                 | 0                 | 23       | 0      | 2           | 0          |
| J. Lehmann      | 34         | 1          | 1           | 0          | 4                 | 0                 | 0                 | 0                 | 38       | 1      | 1           | 0          |
| T. Linke        | 31         | 2          | 4           | 0          | 4                 | 0                 | 0                 | 0                 | 35       | 2      | 4           | 0          |
| I. Lissak       | 0          | 0          | 0           | 0          | 0                 | 0                 | 0                 | 0                 | 0        | 0      | 0           | 0          |
| R. Látal        | 32         | 7          | 6           | 0          | 4                 | 0                 | 1                 | 0                 | 36       | 7      | 7           | 0          |
| U. Mai          | 0          | 0          | 0           | 0          | 0                 | 0                 | 0                 | 0                 | 0        | 0      | 0           | 0          |
| Y. Mulder       | 29         | 4          | 5           | 1          | 4                 | 2                 | 1                 | 0                 | 33       | 6      | 6           | 1          |
| A. Müller       | 29         | 6          | 5           | 0          | 3                 | 0                 | 0                 | 0                 | 32       | 6      | 5           | 0          |
| J. Němec        | 33         | 2          | 9           | 0          | 3                 | 1                 | 0                 | 1                 | 36       | 3      | 9           | 1          |
| M. Pereira      | 2          | 1          | 0           | 0          | 0                 | 0                 | 0                 | 0                 | 2        | 1      | 0           | 0          |
| M. Prus         | 15         | 0          | 0           | 0          | 2                 | 0                 | 0                 | 0                 | 17       | 0      | 0           | 0          |
| U. Scherr       | 28         | 0          | 4           | 1          | 2                 | 0                 | 0                 | 0                 | 30       | 0      | 4           | 1          |
| M. Schierenberg | 3          | 0          | 0           | 0          | 0                 | 0                 | 0                 | 0                 | 3        | 0      | 0           | 0          |
| M. Schober      | 0          | 0          | 0           | 0          | 0                 | 0                 | 0                 | 0                 | 0        | 0      | 0           | 0          |
| P. Sendscheid   | 3          | 0          | 0           | 0          | 2                 | 0                 | 0                 | 0                 | 5        | 0      | 0           | 0          |
| O. Thon         | 26         | 1          | 6           | 1          | 3                 | 0                 | 0                 | 0                 | 29       | 1      | 6           | 1          |